# Швейцарская митрополия
Швейца́рская митропо́лия (греч. Ἱερᾶς Μητροπόλεως Ἑλβετίας, фр. Archevêché Orthodoxe de Suisse) — епархия Константинопольской православной церкви на территории Швейцарии и Лихтенштейна.
Епархиальный центр — Женева (Шамбези) (282, rte de Lausanne CH-1292 Chambésy)

## История
Первые эмигранты стали массово прибывать из Греции в XVIII веке. Поначалу в Швейцарию приезжали преимущественно интеллектуалы — литераторы, учёные, врачи, коммерсанты. В 1922—1925 годах многие греки бежали из Турции после Малоазиатской катастрофы. Прибыло немало их и из Египта. В 1925 году в Лозанне была построена первая в стране греческая церковь. В результате трудовой миграции в немецкоязычные кантоны — Цюрих, Санкт-Галлен, Золотурн, Базель — а также приезда научных сотрудников во франкоязычные кантоны по всей Швейцарии стали возникать греческие православные приходы.
2 октября 1982 года патриаршим и синодальном томосом была создана швейцарская митрополия, и было установлено, что «территория Швейцарской Конфедерации теперь представляет собой отдельную метрополию, называемую „швейцарской Архиепископией“ … территория канонической юрисдикции архиепископства распространяется на Швейцарскую Конфедерацию и Княжество Лихтенштейн».
В 1982 году Священный Синод Константинопольской православной церкви образовал Швейцарскую митрополию, в состав которой вошли греческие приходы на территории Швейцарии и Лихтенштейна.
Митрополия Швейцарии играет одну из ключевых ролей в составе Константинопольского Патриархата из-за расположенного в ней Православного центра в Шамбези — деревушке неподалёку от Женевы. Там же расположена и резиденция митрополита. Этот центр был основан при патриархе Афинагоре на случай, если бы Константинопольскому патриарху пришлось покинуть Стамбул. Благодаря тому, что в Женеве расположен Всемирный совет церквей, Православный центр в Шамбези стал средоточием экуменической деятельности Константинопольского Патриархата.
В настоящее время епархия насчитывает 9 приходов в Швейцарии и Лихтенштейне.

## Митрополиты
- Дамаскин (Папандреу) (2 октября 1982 — 20 января 2003)
- Иеремия (Каллийоргис) (20 января 2003 — 10 июля 2018)
- Максим (Пофос) (с 22 июля 2018 года)

### Викарии
- епископ Лампсакийский Макарий (Павлидис) (3 ноября 1985 — 10 июля 2018)
- епископ Тианский Фанурий (Толиотис) (с 14 июня 2025)